# Tannat
Le tannat N est un cépage noir de raisin de cuve.

## Origine et répartition

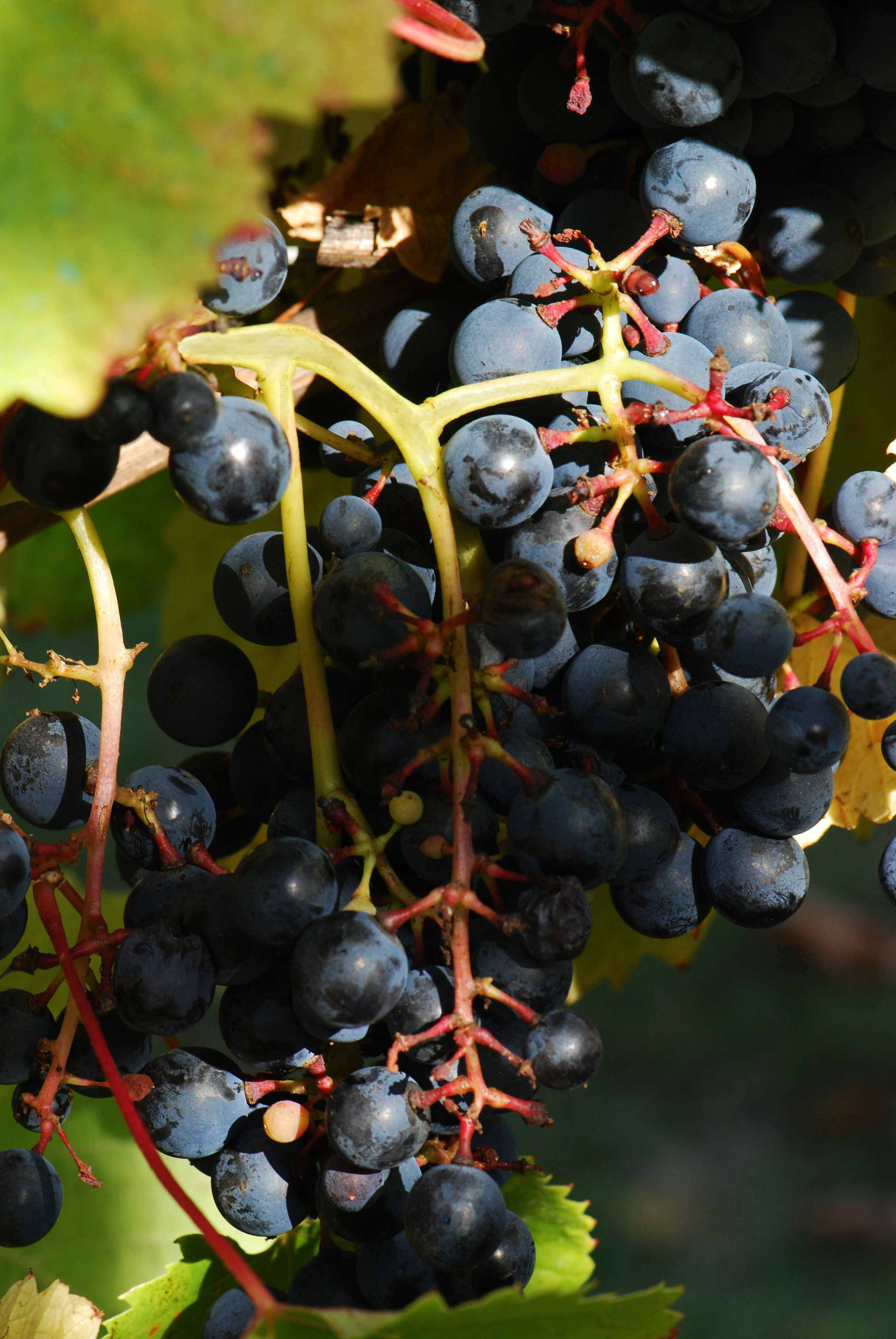
Raisin de tannat.

Ce cépage noir est probablement issu du Béarn. D'après Guy Lavignac, il appartient à la famille des cotoïdes (cot, négrette...) qui est présente dans le Sud-Ouest depuis les Romains, peut-être même avant. En 1783-1784, il est mentionné dans le Gers par l'intendant de Guyenne Dupré de Saint-Maur comme récemment cultivé et correspondant mieux aux labours et d'un meilleur rapport. En 1841, des plants de tannat sont expédiés pour la collection du Jardin des plantes de Paris.
Il est présent sur plus de 3 000 ha dans plusieurs vignobles : madiran, cahors, floc de Gascogne, brulhois, irouléguy, tursan, saint-mont...
Il est plus cultivé en Argentine et en Uruguay que dans le Sud-Ouest de la France. Il y est arrivé au XIXe siècle, et il s'y nomme Harriague (du nom de Pascual Harriague qui l'a introduit du Pays basque en 1870). Il est aussi cultivé au Brésil, en Bolivie et au Pérou.

## Étymologie
Le terme tannat vient de la langue d'oc tanat, de tan, tanin, c’est-à-dire « tanné », ce qui s’explique soit par sa richesse en tanin, soit par la couleur violacée des baies, soit encore par l’aspect basané du feuillage.

## Caractèresampélographiques
- Extrémité du jeune rameau qui présente une forte densité de poils couchés.
- Jeunes feuilles rougeâtres à plages bronzées.
- Rameaux sont côtelés, rouges au niveau des nœuds et bruns du côté qui est exposé au soleil.
- Feuilles adultes de grande taille pentagonales entières à 3 ou 5 lobes, avec un lobe central allongé, un sinus pétiolaire peu ouvert ou fermé, des dents courtes à côtés rectilignes, une pigmentation anthocyanique des nervures moyennes, un limbe révoluté, bullé et face inférieure, une densité moyenne des poils couchés.
- Grappes moyennes à grandes, cylindriques, avec deux ailerons, compactes
- Baies arrondies, peau mince rouge violet très foncé à noir bleuté. Riche en matière colorante.

## Aptitudes
Culturales : vigoureux, il est conduit en taille longue et palissé.
Sensibilité : il est sensible aux acariens et aux cicadelles, ainsi qu'un peu à la pourriture grise.
Technologiques : il se compose de grappes compactes, cylindriques avec deux ailerons, avec des baies sphériques, de taille moyenne, bleu-noir à peau épaisse, colorée. C’est un cépage tardif et productif. Il aime les sols graveleux et sableux. À maturité, il donne des vins fruités (framboise), acides, charpentés. Il donne des vins riches en contrastes. On y trouve beaucoup de fruité ainsi que des arômes divers dont le bois exotique, la cannelle et le tabac. Mais ce sont aussi des vins très tanniques et d'une acidité prononcée. Après un passage dans des fûts de bois et lorsque les tanins se sont arrondis, le tannat se transforme en vin d'un rouge intense, d'une grande complexité et vieillissant bien.

## Génétique
Neuf clones ont été agréés, dont cinq sont multipliés : clones nos 398, 399, 472, 473, 474, 475, 717, 794 et 944.

## Composition phénolique
Les catéchines, les tanins et les anthocyanes des raisins déterminent les propriétés physico-chimiques et organoleptiques du vin. Le tannat est un des cépages le plus riche en composés phénoliques.
Les concentrations peuvent varier considérablement d'une année à l'autre, suivant les conditions climatiques, les techniques de cultures et de vinification. Une étude comparative, menée en 2001 et 2002, sur trois cépages différents, cultivés dans la même région, avec les mêmes techniques culturales et vinifiés dans les mêmes conditions, a montré le plus grand potentiel phénolique du tannat par rapport au cabernet sauvignon et au merlot.
| COMPOSES PHENOLIQUES DU RAISIN d'après González-Neves et als |        |                    |        |
| Baies                                                        | tannat | cabernet sauvignon | merlot |
| Richesse phénolique (absorption à 280 nm)                    | 105,6  | 56,1               | 55,5   |
| Anthocyanosides extractables (mg/l glucoside de malvidine)   | 1777,5 | 1139,7             | 852,4  |

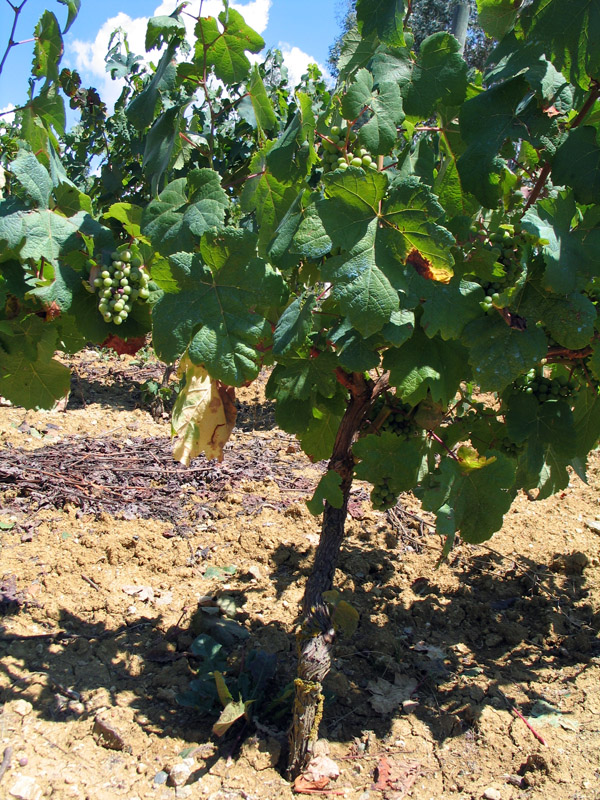
Cep de tannat, près de Marciac, dans le Gers.

Comparés aux autres cépages, les raisins de tannat ont manifesté la plus forte proportion de tanins dans les pépins et la plus faible dans les pellicules. Cette caractéristique serait un facteur d'instabilité de la couleur car les tanins ont alors tendance à se combiner avec les protéines et les polysaccharides plutôt que de stabiliser les anthocyanosides.
Durant la vinification, les tanins des pépins et les composés des pellicules sont partiellement solubilisés si bien qu'au final le contenu phénolique total en anthocyanosides et proanthocyanidols sont fortement corrélés avec les indices déterminés dans la baie de raisin et dans le moût.
Les vins de tannat présentent un contenu phénolique et une intensité de couleur significativement plus grands que les vins des autres cépages.

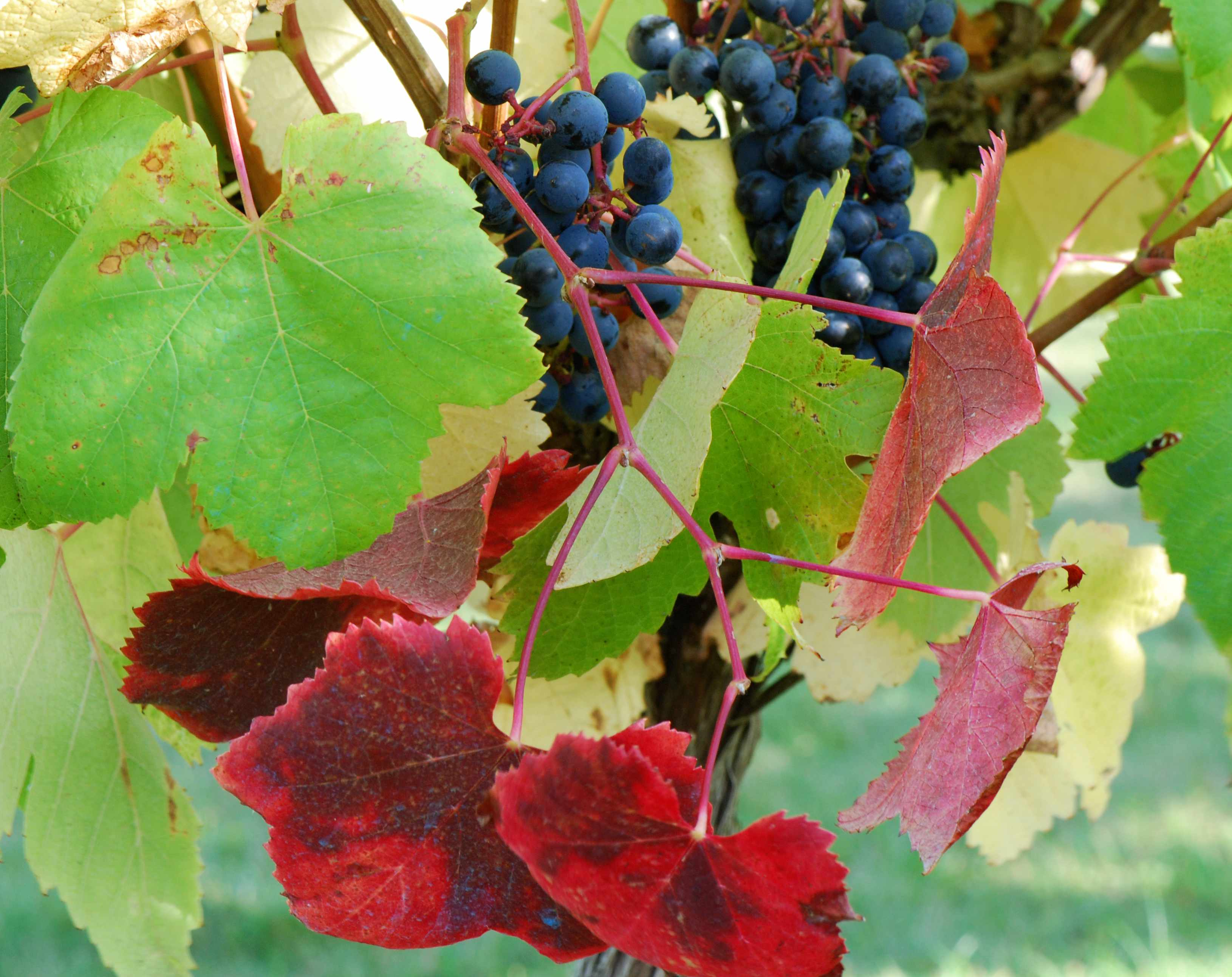
Feuilles et raisins en octobre

| COMPOSES PHENOLIQUES DU VIN d'après González-Neves et als |        |                    |        |
| Vin                                                       | tannat | cabernet sauvignon | merlot |
| Richesse phénolique (absorption à 280 nm)                 | 65,0   | 43,3               | 39,3   |
| Anthocyanosides totaux (mg/l glucoside de malvidine)      | 952,7  | 563,3              | 401,9  |
| Catéchine (mg/l)                                          | 1908,5 | 1043,4             | 1099,4 |
| Proanthocyanidols (mg/l)                                  | 4051,4 | 2390,6             | 1976,7 |

## Consommation de tannat et santé vasculaire

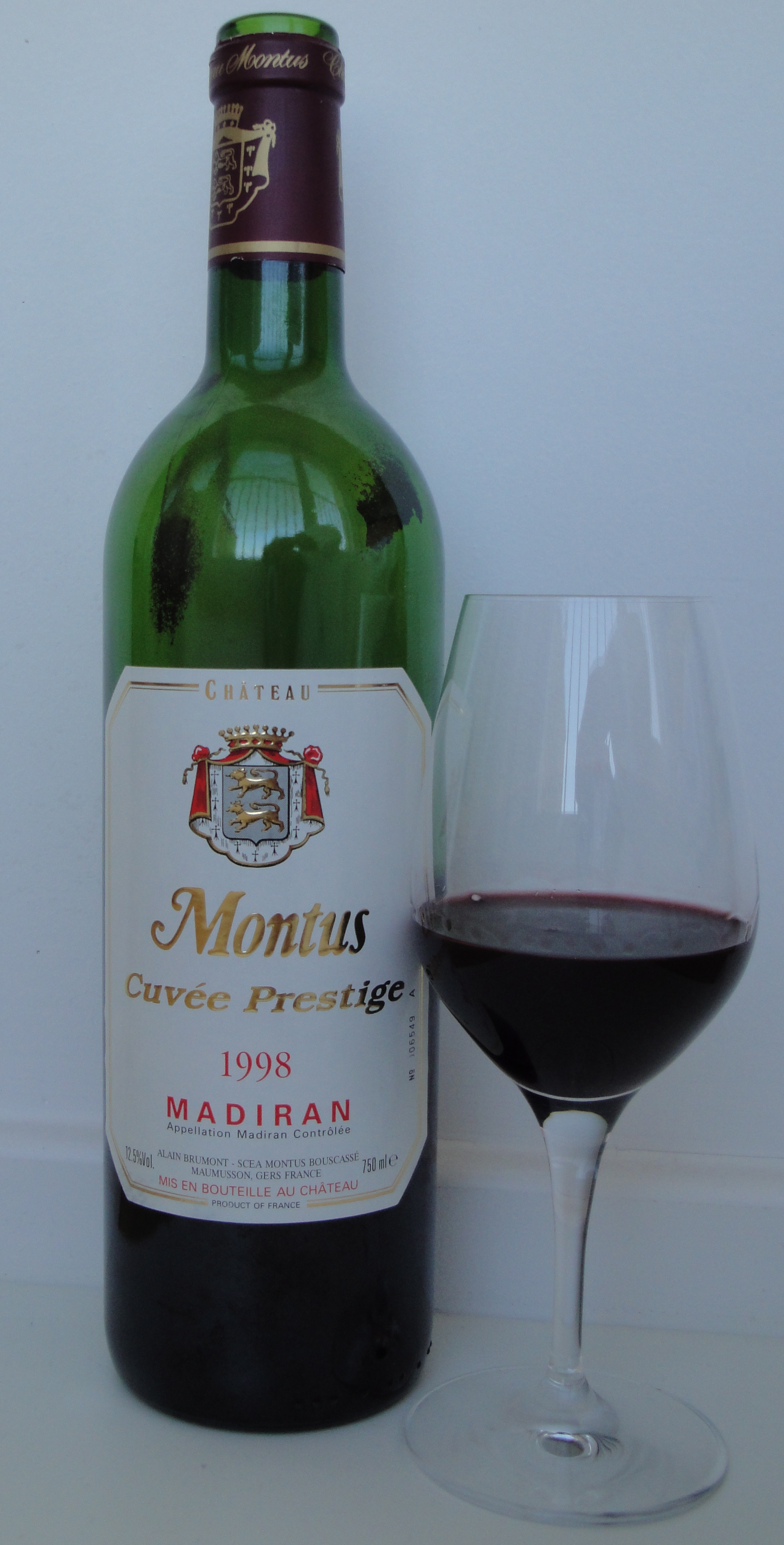
Madiran

D'après une étude retentissante, publiée dans The Lancet en 1992, une consommation régulière et inférieure à 100 ml-200 ml de vin rouge par jour serait associée à un risque réduit de maladie coronarienne et une baisse du taux de mortalité global, ces effets disparaissent au-delà de cette quantité, les effets néfastes de l'alcool prenant le dessus. Les composés phénoliques du vin sont supposés être les agents actifs sur les vaisseaux sanguins mais on ne sait toujours pas de manière certaine lesquels agissent et par quels mécanismes. Dans les années 1990, un des premiers candidats fut le resvératrol qui a suscité beaucoup d'espoir et énormément d'études. En 2001, Roger Corder et Coll. ont proposé un nouveau candidat : les procyanidines (ou proanthocyanidols). Son équipe et lui se sont intéressés à l'endothéline, une protéine aux effets vasoconstricteurs qui est sécrétée par la couche interne des vaisseaux sanguins (l'endothélium) et qui joue un rôle important dans l'hypertension artérielle et l'athérosclérose. Ils ont cherché les composés pouvant contrer son effet et ont trouvé que les procyanidines oligomères (OPC) du vin avaient le pouvoir inhibiteur le plus puissant sur la synthèse d'endothéline ET-1 par des cellules endothéliales en culture.
Corder et ses collaborateurs ont aussi montré que les vins du Gers dont le fameux tannat, et les vins du Nuoro en Sardaigne, avaient à la fois une action biologique et un contenu en OPC, deux à quatre fois plus importants que les vins d'autres régions du monde.
Le passage des études in vitro aux études in vivo sur l'humain ont apporté quelques déconvenues car si elles ont confirmé qu'une forte absorption de vin rouge (ou de vin rouge sans alcool) faisait bien diminuer le niveau d'endothéline-1 elles n'ont trouvé aucun changement dans le diamètre des coronaires épicardiques et leur débit.
Une autre piste liant la consommation modérée de vin et l'amélioration de la fonction endothéliale passe par les cellules souches endothéliales. Ces dernières sont devenues depuis quelques années le centre de la recherche cardiovasculaire car elles sont considérées comme responsables de la réparation endothéliale et vasculaire. Un essai randomisé sur 80 jeunes sujets a montré que la prise journalière de 100 ml de vin rouge pendant trois semaines augmentait la circulation des cellules-souches endothéliales en accroissant la disponibilité du monoxyde d'azote NO (responsable de la vasodilatation). Cet effet n’apparaît pas avec la consommation d'eau, de bière ou de vodka.